# 金甲淳
金甲淳（韓語：김갑순；1872年5月22日—1961年6月），創氏改名時改名金井甲淳，本名淳甲（韓語：순갑）、號東尤（韓語：동우），韓國朝鮮王朝文臣、政治家、日本統治時代朝鮮企業家，忠清南道地區最大富豪。
他最初官奴出身，1899年開始任總巡、內藏院捧稅官、忠清南道捧稅官，1902年後被先後任命為扶餘郡守、魯城郡守、公州郡守、林川郡守、金化郡守，1911年任牙山郡守。
在1910年日韓合併後，他在運輸業、劇場事業、不動産投機賺到莫大得益，1920年代後半期在大田買下的土地，到後期升值得到很大回報。